# آنسلو، استرالیای غربی
آنسلو (به انگلیسی: Onslow) یک شهرک در استرالیا است که در استرالیای غربی واقع شده‌است.